# Erwin W. Straus
Erwin Walter Maximilian Straus (* 11. November 1891 in Frankfurt am Main; † 20. Mai 1975 in Lexington (Kentucky)) war ein deutsch-US-amerikanischer Neurologe und Psychiater, Psychologe und Philosoph. Nachdem er in Berlin eine Karriere als Psychiater begonnen hatte, war er 1938 als Jude zur Emigration gezwungen.
Straus setzte sich kritisch mit den erkenntnistheoretischen Grundlagen der freudschen Psychoanalyse, des Behaviorismus und der sich von Heidegger herleitenden Daseinsanalyse auseinander. Seine eigenen Analysen orientierte er an der Phänomenologie Edmund Husserls, allerdings weniger an dessen Beschreibungen der menschlichen Bewusstseinsakte als an seinen späteren Analysen der menschlichen Lebenswelt. Unter anderem untersuchte Straus das Erleben von Raum und Zeit und seine Veränderungen bei psychischen Erkrankungen.
Straus zählte mit Karl Jaspers, Ludwig Binswanger, Victor-Emil von Gebsattel und Eugène Minkowski zu den Vertretern einer geisteswissenschaftlich begründeten Psychiatrie, die nach dem Zweiten Weltkrieg bis in die 1960er Jahre das Selbstverständnis der Psychiatrie in der Bundesrepublik prägte, danach aber gegenüber der Psychoanalyse und biologischen Ansätzen erheblich an Boden verlor.

## Leben
Nach dem Medizinstudium in Berlin, Zürich, München und Göttingen und der Promotion Zur Pathogenese des chronischen Morphinismus absolvierte Straus an der Nervenklinik der Charité und an der Berliner Poliklinik seine Weiterbildung zum Facharzt. 1927 folgte die Habilitation, von 1931 bis 1935 war Straus außerordentlicher Professor an der Universität Berlin. 1928 zählte er zu den Mitbegründern und bis 1935 zu den Herausgebern der Zeitschrift Der Nervenarzt.
Nach der Emigration in die USA wurde er zunächst Dozent für Philosophie und Psychologie am Black Mountain College in North Carolina. 1944 bis 1946 erwarb er als Research Fellow an der Johns Hopkins University in Baltimore seine ärztliche Zulassung für die Vereinigten Staaten. Von 1946 bis 1961 war er Direktor des Veterans Administration Hospital in Lexington (Kentucky), bis 1956 zudem Dozent an der dortigen Universität von Kentucky.
Nach dem Krieg hatte er den Kontakt mit den Fachkollegen in Deutschland und der Schweiz sehr bald wieder aufgenommen. Mit Victor-Emil von Gebsattel, Eugène  Minkowski und Ludwig Binswanger traf er sich regelmäßig am Urlaubsort Binswangers in Wengen in der Schweiz. 1953 hatte er eine Gastprofessur in Frankfurt am Main inne, 1961/62 in Würzburg.

## Psychologische Theorie
Straus grenzt die Sphäre des seelischen Erlebens scharf gegen die des physikalischen Geschehens ab. In seinem frühen Buch Geschehnis und Erlebnis (1930) wendet er sich damit sowohl gegen die freudsche Psychoanalyse, in der von quasi-physikalisch gedachten „Erregungen“, ihrer „Quantität“ und ihrer „Abfuhr“ die Rede ist, wie auch gegen die behavioristische Psychologie mit ihrer Erklärung des menschlichen Verhaltens aus Reiz-Reaktions-Schemata.
Das seelische Erleben bildet sich Straus zufolge durch „Sinnentnahmen“ bei der Wahrnehmung, die zwar durch die erlebte Situation angeregt werden, die aber genauso ein Vorverständnis dieser Situation und ein aktives, fragendes Verhältnis zu ihr voraussetzen. Indem jedes Erleben so auf Vorhergehendem gründet, wird es individuell und ergibt für jedes Individuum eine eigene Geschichte.
Nachdem Ludwig Binswanger 1931 in einer ausführlichen Rezension auf die Defizite in Straus’ Ausarbeitung seiner eigenen Theorie hingewiesen hatte, legte dieser 1935 sein großes Werk Vom Sinn der Sinne vor, worin er sich grundsätzlich mit der neuzeitlichen Erkenntnistheorie und Psychologie seit Descartes, Locke und Hume auseinandersetzt.
Er beginnt auch hier mit einer Widerlegung des Behaviorismus, indem er die Rahmenbedingungen, die Pawlow bei seinen berühmten Hundeexperimenten machte, minutiös analysiert und die Widersprüche und Rätsel in Pawlows eigenen Interpretationen dieser Experimente herausstellt. Im Anschluss daran entwickelt er seine eigene Theorie des tierischen und menschlichen, des den Tieren und Menschen gemeinsamen Empfindens und Erlebens, dem die seit Descartes gängigen Erkenntnistheorien, die den Menschen durch sein weltabgelöstes Bewusstsein von den Tieren unterscheiden, nicht gerecht werden können.
Theorien, die die Wahrnehmung und Erkenntnis gänzlich auf Sinnesreize zurückführen, gelangen Straus zufolge nicht einmal zur Feststellung der Einheit und Ganzheit eines Gegenstandes, da Sinnesdaten immer nur punktuell gegeben sind und in einem rein rezeptiven, aufnehmenden Bewusstsein nichts ihre Verbindung erzwingt.
Straus bestreitet auch, dass Wahrnehmung und Erleben in einem Organismus erfolgen: Ihr Ort ist die Welt selbst, in der Menschen und Tiere sich verhalten und sich dadurch auch in „sympathetischer Kommunikation“ verständigen können.
Das Verhalten von Mensch und Tier bezieht sich primär auf „Lockendes“ und „Schreckendes“ und erfolgt als Vereinigung oder Trennung. Das Erleben ist an die Möglichkeit körperlicher Bewegung gebunden, beides differenziert sich lebens- wie individualgeschichtlich in steter Wechselwirkung aus. Von diesen Befunden ausgehend rekonstruiert Straus im Weiteren die Ausgestaltungen des Erlebens von Raum und Zeit.
In seinem späten Aufsatz Psychiatrie und Philosophie (1963) kritisiert Straus an der heideggerschen Daseinsanalyse, dass sie zwar das „Vorlaufen zum Tod“ als jeweils eigenste Möglichkeit des Menschen thematisiert, den mit dem Ursprung des Lebens und seiner biologischen und familiären Prägung verbundenen Phänomenen aber nicht gerecht werden kann.

## Die Tauchente (Zitat)
„Auf Schritt und Tritt begegnet man in der Psychologie und Psychopathologie einem Verhalten der Forscher, das man mit dem der Tauchente vergleichen könnte. Wie diese bei jedem Zeichen einer herannahenden Gefahr unter Wasser verschwindet, so suchen die Psychologen bei neu auftauchenden psychologischen Problemen gern eine Zuflucht unter der Oberfläche der Biologie.“

## Schriften
- Zur Pathogenese des chronischen Morphinismus. S. Karger, Berlin 1919. (wieder abgedruckt in: Psychologie der menschlichen Welt. S. 1–16)
- Wesen und Vorgang der Suggestion. S. Karger, Berlin 1925. (wieder abgedruckt in: Psychologie der menschlichen Welt. S. 17–70)
- Elektro-Diagnostik am Gesunden. G. Stilke, Berlin 1926.
- Das Problem der Individualität. In: Theodor Brugsch, Fritz H. Lewy (Hrsg.): Die Biologie der Person. Band I: Allgemeiner Teil der Personallehre. Urban und Schwarzenberg, Berlin/Wien 1926, S. 25–134.
- Geschehnis und Erlebnis: zugleich eine historiologische Deutung des psychischen Traumas und der Renten-Neurose. Springer, Berlin 1930. (Nachdruck: Springer, Berlin / New York 1978, ISBN 3-540-08805-9)
- Vom Sinn der Sinne. Ein Beitrag zur Grundlegung der Psychologie. J. Springer, Berlin 1935. (Nachdruck der 2. Auflage Göttingen 1956: 1978, ISBN 3-540-08804-0)
- Ein Beitrag zur Pathologie des Zwangserscheinungen in Monatschrift für Psychiatrie und Neurologie. Band 98, Heft 2, 1938.
- On Obsession: A Clinical and Methodological Study. (= Nervous And Mental Disease Monographs. No. 73). Coolidge Foundation, New York 1948. (Nachdruck: 1968, ISBN 0-384-58630-9)
- Psychologie der menschlichen Welt. Gesammelte Schriften. Springer, Berlin / Göttingen / Heidelberg 1960, ISBN 3-540-02607-X.

Enthält neben den oben genannten unter anderem die wichtigen Aufsätze:
- Das Zeiterlebnis in der endogenen Depression und in der psychopathischen Verstimmung. 1928, S. 126–140.
- Die Formen des Räumlichen. Ihre Bedeutung für die Motorik und die Wahrnehmung. 1930, S. 141–178.
- Die Scham als historiologisches Problem. 1933, S. 179–186.
- Die aufrechte Haltung. Eine anthropologische Studie. 1949, S. 224–235.

- Psychiatrie und Philosophie (= Philosophische Grundfragen der Psychiatrie. 2). In: Hans W. Gruhle, Richard Jung, Wilhelm Mayer-Gross, Max Müller (Hrsg.): Psychiatrie der Gegenwart. Monographien aus dem Gesamtgebiete der Neurologie und Psychiatrie. Band I/2: Grundlagen und Methoden der klinischen Psychiatrie. Springer, Göttingen/Berlin/Heidelberg 1963, S. 926–994.
- mit Jürg Zutt unter Mitwirkung von Hans Sattes (Hrsg.): Die Wahnwelten (Endogene Psychosen). Akademische Verlagsgesellschaft, Frankfurt am Main 1963.
- als Hrsg.: Phenomenology: Pure and Applied. The First Lexington Conference. Duquesne University Press, Pittsburgh 1965.
- mit Richard M. Griffith (Hrsg.): Phenomenology of Will and Action: The Second Lexington Conference on Pure and Applied Phenomenology. Duquesne University Press, Pittsburgh 1967.
- mit Richard M. Griffith (Hrsg.): Phenomenology of Memory: The Third Lexington Conference on Pure and Applied Phenomenology. Duquesne University Press, Pittsburgh 1970.
- mit Richard M. Griffith (Hrsg.): Aisthesis and Aesthetics: The Fourth Lexington Conference on Pure and Applied Phenomenology. Duquesne University Press, Pittsburgh 1970.
- als Hrsg.: Phenomenology, Pure and Applied: Language and Language Disturbances. Duquesne University Press, Pittsburgh 1974, ISBN 0-391-00333-X.